# Nafissa Islamowna Jussupowa
Nafissa Islamowna Jussupowa (russisch Нафиса Исламовна Юсупова; *  26. Januar 1953 in Pryluky, Ukrainische SSR; † 19. März 2023 in Ufa, Republik Baschkortostan) war eine sowjetische bzw. russische Kybernetikerin und Hochschullehrerin.

## Leben
Jussupowas Vater Islam Jussupowitsch Jussupow lehrte von 1972 bis 1991 am Ordschonikidse-Luftfahrt-Institut Ufa (jetzt Staatliche Technische Luftfahrt-Universität Ufa (UGATU)) und gründete den Lehrstuhl für Automatisierung von Produktionsprozessen.
Jussupowa studierte an der Staatlichen Universität Woronesch mit Abschluss 1975 als Strahlenphysikerin und Elektronikerin mit Auszeichnung.
Darauf forschte Jussupowa im Luftfahrt-Institut Ufa und lehrte dann auch dort. Sie verteidigte 1980 ihre Dissertation über Grundlagen und die Entwicklung von Steuerungssystemen für Luft- und Raumfahrzeuge in kritischen Situationen unter Benutzung von vorher gespeicherten Informationen mit Erfolg für die Promotion zur Kandidatin der technischen Wissenschaften. Von 1989 bis 2021 war sie beständig Dekanin der Fakultät für Informatik und Robotik.
Jussupowa verteidigte 1998 ihre Doktor-Dissertation über die Grundlagen  eines situationsbezogenen Ansatzes zur Steuerung von technischen Objekten in Stör- und Krisensituationen mit Erfolg für die Promotion zur Doktorin der technischen Wissenschaften. Darauf wurde sie zur Professorin ernannt und leitete den Lehrstuhl für Computermathematik und Kybernetik. Sie entwickelte Modelle für die Darstellung der Kenntnisse über riskante Objekte und möglicher Unfallentwicklungs-Szenarien, eine Methode zur Klassifizierung von Unternehmen entsprechend der Insolvenzgefahr u. a. Auch beschäftigte sie sich mit philosophischen und anwendungsspezifischen Problemen der Künstlichen Intelligenz. Sie leitete die Baschkirische Regionalabteilung der Russischen Assoziation der Künstlichen Intelligenz (RAII).

## Ehrungen
- Erfinderin der UdSSR (1988)
- Verdiente Wissenschaftlerin der Republik Baschkortostan (2000)[2]
- Verdiente Professorin der UGATU[2]
- Ehrenarbeiterin der Höheren Berufsbildung der Russischen Föderation (2007)[2]